# ドナルドの漂流記
『ドナルドの漂流記』（ドナルドのひょうりゅうき、原題：No Sail）は、ウォルト・ディズニー・プロダクション（現：ウォルト・ディズニー・カンパニー）が制作したアニメーション短編映画作品。公開は1945年9月7日。ドナルドダック・シリーズの第59作である。ドナルド&グーフィー・シリーズの第4作である。

## あらすじ
海が大好きなドナルドダックとグーフィーが港へやってきた。ご機嫌の2人は鼻歌を歌いながら5セント硬貨で動く有料貸しヨットに乗り込み、硬貨を投入すると高性能なヨットは物凄いスピードで海へ出て行った。ところが5セント1枚で動く時間が短く、ヨットはすぐ動かなくなってしまう。ぶつぶつ言いながら止まるたびに硬貨を投入していたドナルドだったが、気がつくと手元に5セント硬貨はもう残っていない。ドナルドとグーフィーは海のど真ん中でヨットを動かす手段を失い、海を漂流する羽目になってしまった。
漂流開始から数日が経過。飢えるドナルドを尻目に海水を平気で飲み干すグーフィーをドナルドは不思議がる。そこに一艘の大型船が通りかかった。ドナルドとグーフィーが船に手を振っていると、グーフィーの服から5セント硬貨が転がり落ちた。ドナルドは硬貨を追うも、硬貨はそのまま海に落ちていった。ふと気がつくと、大型船はドナルドたちを助けることなくどんどん遠ざかっていく。グーフィーは船に助けを求めることなど頭になく、船の乗客にあいさつをしただけだったのだ。助かるチャンスをみすみす棒に振り、ドナルドは頭を抱える。
港を出てからついに28日が経過した。ヨットの上ではドナルドとグーフィーが食料の争奪戦を繰り広げていたが、ふと気がつくとヨットの周りはサメだらけ。怯えるドナルドに対しグーフィーは大喜びし、どこからともなく釣り竿を取り出した。グーフィーは釣り竿をぶんぶん振り回していると、釣り針がドナルドの服にひっかかりしかしグーフィーはそんなことには全く気付かず、そのままドナルドもろとも釣竿を海に放ってしまう。サメだらけの海に放り出されたドナルドはサメと必死に格闘。クジラが釣れたと喜ぶグーフィーがリールを巻き取りヨットの方を見やるも、あったのはドナルドの帽子だけ。ようやく自分が「釣った」釣り竿の先にいるドナルドに気付くが、まるで悪びれないグーフィーにドナルドは激昂し、グーフィーを振り払う。すると、ヨットの中に落ちたドナルドの口ばしがヨットの硬貨投入口に挟まり、ヨットが動き始めたのだ。水平線の向こうの陸へ向かうヨットの中で、口ばしが挟まったままじたばたするドナルドと、鼻歌を歌い始めるどこまでものん気なグーフィーだった。

## スタッフ
- 製作：ウォルト・ディズニー
- 監督：ジャック・ハンナ
- 作画：ボブ・カールソン、ヒュー・フレイサー、ジョン・リード、ジャッジ・ウィッテカー
- 脚本：ディック・キニー、ラルフ・ライト
- 美術：イェール・グレイシー
- 背景：テルマ・ウィットマー
- 音楽：オリバー・ウォレス

## キャスト
| キャラクター   | 原語版               | 旧吹き替え版 | 新吹き替え版 |
| -------------- | -------------------- | ------------ | ------------ |
| ドナルドダック | クラレンス・ナッシュ | 関時男       | 山寺宏一     |
| グーフィー     | ピント・コルヴィッグ | 小山武宏     | 島香裕       |
| ナレーター     | -                    |              | -            |

## 日本での公開
- 1976年春（3月13日）公開の「東宝チャンピオンまつり」内で『ドナルド・ダックの人喰いザメ』と改題して上映[1]。同プログラムは本来、ゴジラ映画を筆頭とした東宝特撮映画をメインとしていたが、この時は「ディズニー・フェスティバル」と銘打ち、ディズニー映画をメインにした変則興行だった[1]。
  - 『ピーター・パン』
  - 『チップとディールの怪獣をやっつけろ!』
  - 『ドナルド・ダックのライオン大騒動』
  - 『ミッキー・マウスのがんばれ!サーカス』
  - 『元祖天才バカボン』
  - 『勇者ライディーン』
  - 『タイムボカン』
  - 『およげ!たいやきくん』

### 収録
- 『ドナルド・ダック!! ドナルド・ダックのガーガー大旋風』（VHS、ポニー・バンダイ、旧吹き替え版）
- 『ドナルドのギャグファクトリー』（DVD、ブエナ ビスタ ホーム エンターテイメント、新吹き替え版）
- 『ディズニーのアドベンチャー・ファン』（DVD、ブエナ ビスタ ホーム エンターテイメント、新吹き替え版）
- 『ドナルドダック・クロニクル Vol.2 限定保存版』（DVD、ブエナ ビスタ ホーム エンターテイメント、新吹き替え版）